# Камминс, Анна
Анна Камминс (англ. Anna Cummins; род. 21 марта 1980[…], Сиэтл, Вашингтон), в девичестве Микельсон (англ. Mickelson) — американская гребчиха, выступавшая за сборную США по академической гребле в период 2000—2008 годов. Чемпионка летних Олимпийских игр в Пекине, серебряная призёрка Олимпиады в Афинах, трёхкратная чемпионка мира, победительница многих регат национального и международного значения.

## Биография
Анна Микельсон родилась 21 марта 1980 года в Сиэтле, штат Вашингтон. Детство провела в городе Белвью, училась в местной старшей школе Newport High School. С юных лет увлекалась спортом, школьницей выступала в беговых дисциплинах лёгкой атлетики, играла в баскетбол.
Заниматься академической греблей начала в 1998 году во время учёбы в Вашингтонском университете — состояла в университетском гребном клубе «Вашингтон Хаскис», выступала в первом дивизионе чемпионата Национальной ассоциации студенческого спорта. Позже проходила подготовку в Гребном центре Покока в Сиэтле и в Гребном тренировочном центре Соединённых Штатов в Принстоне.
Впервые заявила о себе на международной арене в 2000 году, выиграв золотую медаль в распашных безрульных четвёрках на молодёжном Кубке наций в Копенгагене.
Первого серьёзного успеха на взрослом международном уровне добилась в сезоне 2002 года, когда вошла в основной состав американской национальной сборной и побывала на чемпионате мира в Севилье, откуда привезла награду золотого достоинства, выигранную в восьмёрках.
В 2003 году в той же дисциплине одержала победу на этапах Кубка мира в Милане и Мюнхене, тогда как на мировом первенстве в Милане финишировала в финале пятой.
Благодаря череде удачных выступлений удостоилась права защищать честь страны на летних Олимпийских играх 2004 года в Афинах. В составе восьмёрки, где присутствовали гребчихи Кейт Джонсон, Саманта Мэги, Меган Диркмат, Элисон Кокс, Лорел Корхольц, Кэрин Дэвис, Лианн Нельсон и рулевая Мэри Уиппл, показала в финале второй результат, отстав почти на две секунды от победившей команды Румынии, и таким образом стала серебряной олимпийской призёркой.
После афинской Олимпиады Микельсон осталась в составе гребной команды США на ещё один олимпийский цикл и продолжила принимать участие в крупнейших международных регатах. Так, в 2005 году в парных четвёрках она выиграла бронзовую медаль на этапе Кубка мира в Мюнхене, в то время как на мировом первенстве в Гифу финишировала в той же дисциплине пятой.
В 2006 году была лучшей в безрульных двойках на этапе Кубка мира в Люцерне и победила в восьмёрках на чемпионате мира в Итоне.
На отдельных этапах Кубка мира 2007 года дважды становилась серебряной призёркой в безрульных двойках, на мировом первенстве в Мюнхене вновь одержала победу в восьмёрках, став таким образом трёхкратной чемпионкой мира по академической гребле. 22 декабря 2007 года вышла замуж за доктора Боба Камминса и начиная с этого времени выступала на соревнованиях под фамилией мужа.
Находясь в числе лидеров американской национальной сборной, благополучно прошла отбор на Олимпийские игры 2008 года в Пекине. Вместе с командой, куда также вошли гребчихи Элеанор Логан, Линдсей Шуп, Анна Гудейл, Кэрин Дэвис, Сьюзан Франсия, Кэролайн Линд, Эрин Кафаро и рулевая Мэри Уиппл, одержала победу в восьмёрках, превзойдя шедшие рядом лодки из Нидерландов и Румынии почти на две секунды — тем самым завоевала золотую олимпийскую медаль. Также стартовала здесь в зачёте безрульных двоек, но квалифицировалась лишь в утешительный финал B и расположилась в итоговом протоколе соревнований на седьмой строке.